# Terina
Terina (grec ancien : Τερίνα), cité de la Grande-Grèce, fut une colonie fondée par des Achéens de Crotone, dans le Sud de l'Italie (Calabre actuelle), vers le VIe siècle av. J.-C. Elle était située sur le bord de la côte de la mer Tyrrhénienne près de la ville actuelle de Lamezia Terme.

## Histoire
Terina fut fondée vers le VIe siècle av. J.-C., comme colonie de la ville de Crotone, qui voulait étendre son pouvoir sur la mer Tyrrhénienne en contrôlant l'isthme de Marcellinara, le point le plus étroit de la Calabre, déjà contrôlé, sur la côte ionienne par la ville de Skylletion, elle aussi colonie de Crotone.
Entre le Ve et le IVe siècle av. J.-C., elle subit le contrôle de Syracuse, comme d'autres villes de la Calabre. En 365 av. J.-C., elle fut conquise par les Lucains et, après, par les Romains. En 203 av. J.-C., elle fut détruite par Hannibal Barca.

## Localisation
Sa localisation fut toujours incertaine. Selon le célèbre archéologue Paolo Orsi, la ville était localisée près du ruisseau Bagni, à proximité du hameau de Sant’Eufemia Vetere et près de ses ruines a été bâti l'Abbaye bénédictine Sant'Eufemia. Cette affirmation fut confortée par des fouilles qui permirent de découvrir un « trésor » d'époque grecque près de cette localité. Selon Orsi, la colline sur laquelle se trouve le centre de Sant’Eufemia Vetere aurait été l'acropole de la ville.
À partir de 1997, des fouilles menées par la Direction des biens archéologiques de la Calabre ont permis de découvrir un plan urbain organisé, avec l'individuation de deux routes de 6 mètres de largeur et de fondations de différentes maisons. Ces découvertes semblent confirmer l'hypothèse d'Orsi.

## Galerie

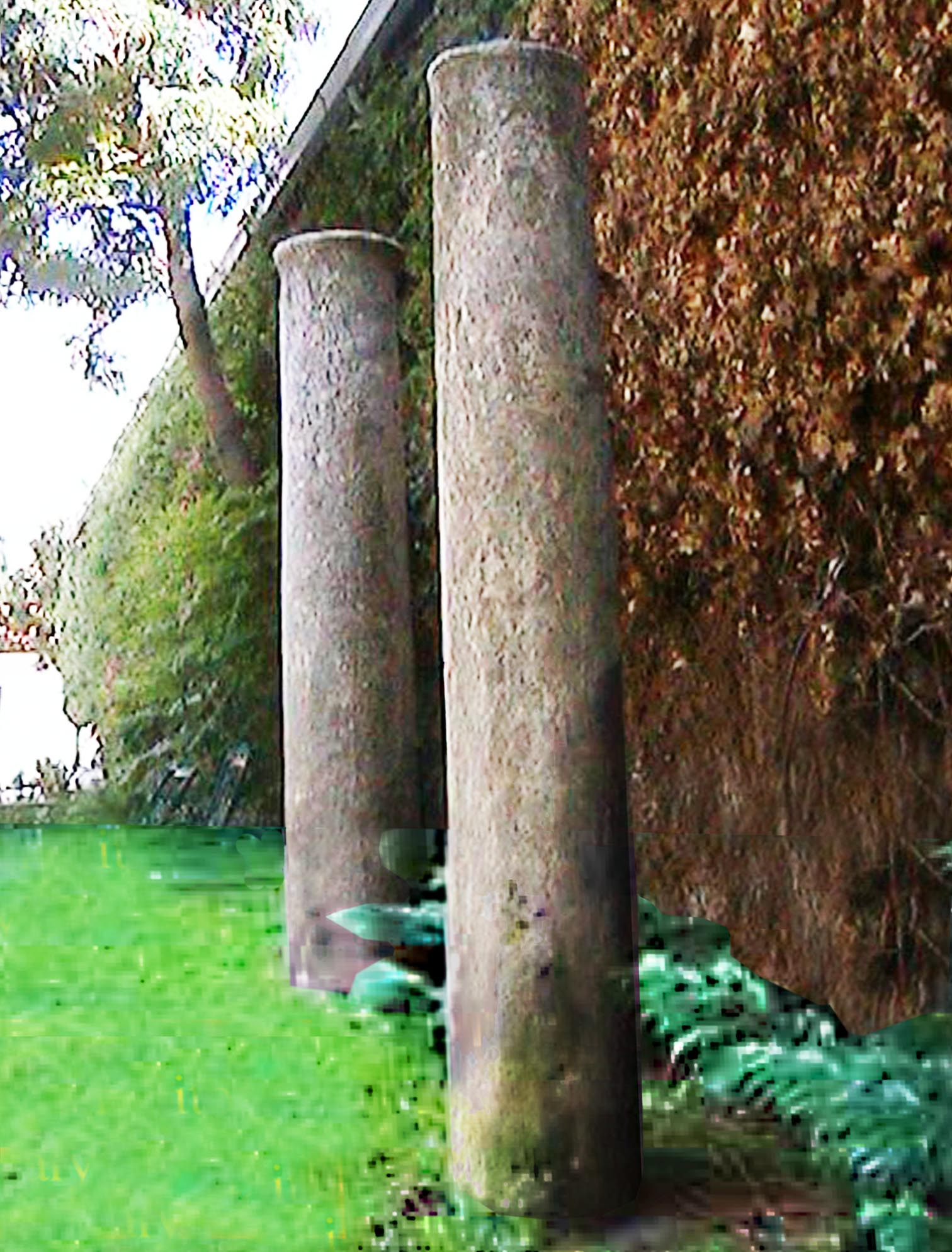
Colonnes du temple grec
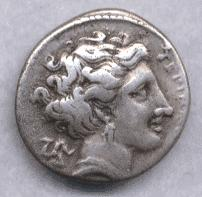
Pièce de Terina
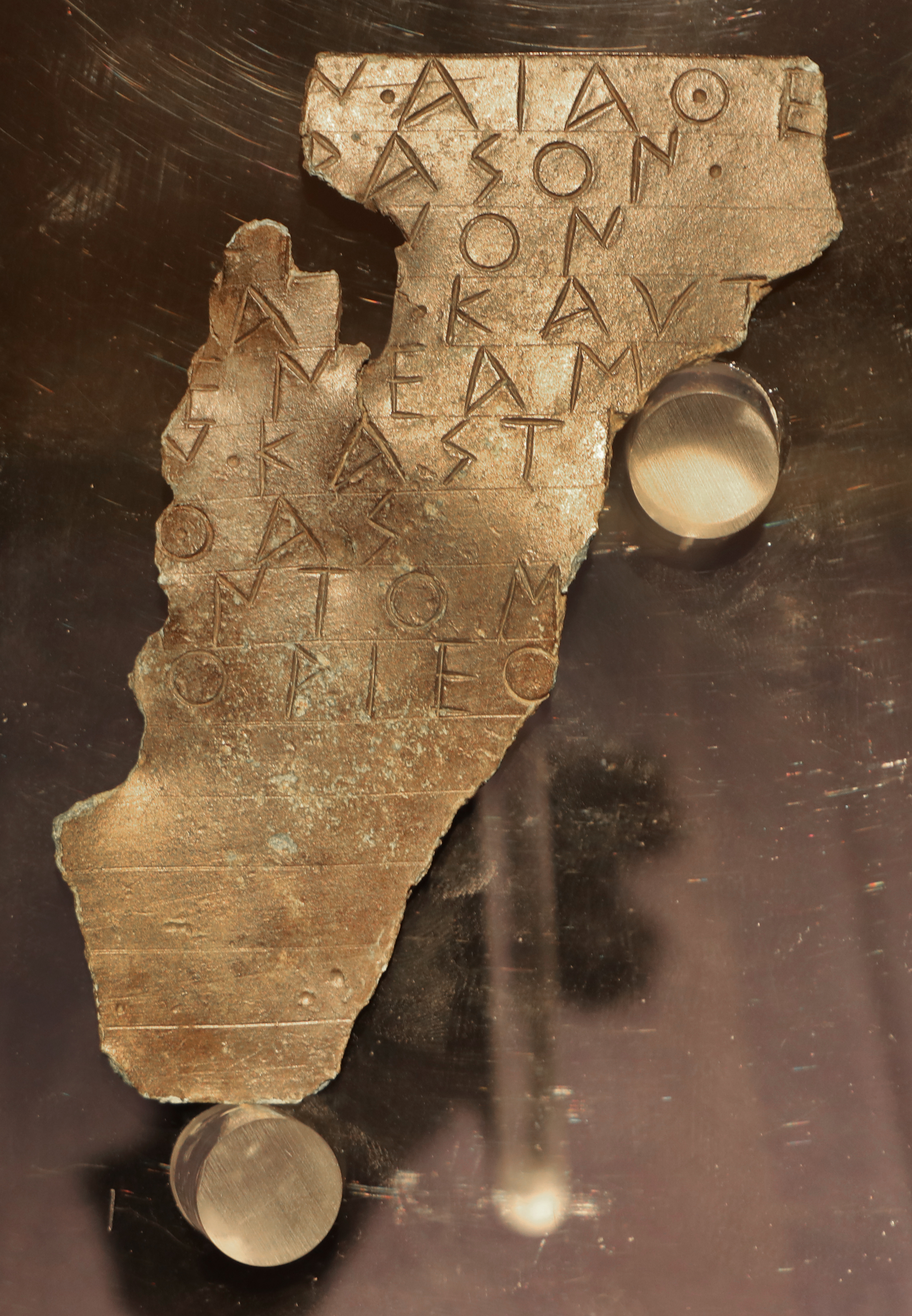
Lame de bronze